# Boksershorts
Boksershorts er en type underbenklæder, der især bruges af mænd. Begrebet opstod på engelsk (boxer shorts) i 1940'erne, hvor boksere i stigende grad havde brug for underbenklæder, der gjorde det muligt nemt at flytte benene hurtigt. 
Når mænd anvender boksershorts frem for mere traditionelle underbukser kan det have flere årsager. Boksershorts kan blandt andet fremstilles i et langt større udvalg af stoffer end de traditionelle underbukser, og udvalget af boksershorts er ofte langt mere varieret i farver. Udover som undertøj bruges nogle boksershorts også som badebukser. 
De fleste boksershorts har gylp foran som kan være lukket med knapper, tryklåse eller snore.
| Tøj | Spire Denne artikel om tøj, sko eller lignende er en spire som bør udbygges. Du er velkommen til at hjælpe Wikipedia ved at udvide den. |